# Pablo Govantes Fernández de Angulo
Pablo Govantes Fernández de Angulo (Foncea, 30 de juny de 1785 -Madrid, 28 d'octubre de 1865) va ser un polític espanyol.
Originari de La Rioja, va ser diputat per Burgos en les Corts de 1837 i 1839, i per Logronyo en les de 1840 i 1844. Afiliat al Partit Progressista va ser nomenat Ministre de Gràcia i Justícia i ministre interí de Foment en el govern de Francisco Alejandro Lersundi y Ormaechea d'abril a setembre de 1853.